# Bern Porter
Bernard Harden "Bern" Porter, född 14 februari 1911 i Aroostook County i Maine, död 7 juni 2004 i Belfast i Maine, var en amerikansk konstnär, poet, publicist och fysiker. Bern Porter var känd för sitt flitiga användande av s.k. found poetry, upphittat material, och var även tongivande inom postkonsten och andra moderna konstströmningar. 
2010 blev hans konst uppmärksammad i och med en utställning på Museum of Modern Art i New York.
Porter var även involverad i Manhattanprojektet. 

## Biografi
Porter föddes i Maine och studerade på Colby College och Brown University. Han tillbringade senare delen av sitt liv i Belfast i Maine.